# Les Conséquences de l'amour
Pour plus de détails, voir Fiche technique et Distribution.
Les Conséquences de l'amour (Le conseguenze dell'amore) est un film italien de Paolo Sorrentino sorti en France le 16 février 2005.
Ce film a été présenté en Sélection officielle, en compétition, au 57e Festival de Cannes, en 2004, et a décroché le Grand Prix du Festival du Film romantique de Cabourg. 

## Synopsis
Le récit de la vie de Titta Di Girolamo (Toni Servillo), dans un hôtel de Lugano, en Suisse, où il vit reclus depuis huit ans, enfermé dans une routine soigneusement codifiée par ses échanges avec Cosa Nostra. Sa seule distraction, outre la prise d'héroïne, est la compagnie de Sofia (Olivia Magnani), la serveuse du bar de l'hôtel, avec qui il va nouer une relation d'attirance, toute en silence et en regards.

## Fiche technique
- Titre : Les Conséquences de l'amour
- Titre original : Le conseguenze dell'amore
- Réalisation : Paolo Sorrentino
- Scénario : Paolo Sorrentino
- Costumes : Ortensia De Francesco
- Photographie : Luca Bigazzi
- Son : Emanuele Cecere, Daghi Rondanini, Silvia Moraes
- Montage : Giogio' Franchini
- Musique : Pasquale Catalano
- Production : Domenico Procacci, Nicola Giuliano, Francesca Cima, Angelo Curti
- Sociétés de production : Fandango, Indigo Film
- Pays d'origine :  Italie
- Langue originale : italien
- Format : Couleurs - 2,35 : 1 - son Dolby Digital - 35 mm
- Genre : Film noir, drame et romance
- Durée : 100 minutes
- Dates de sortie :
  - France : 13 mai 2004 (Festival de Cannes)
  - Italie : 24 septembre 2004
  - France : 16 février 2005

## Distribution
- Toni Servillo : Titta Di Girolamo
- Olivia Magnani : Sofia
- Adriano Giannini : Valerio
- Antonio Ballerio : le directeur de la banque
- Gianna Paola Scaffidi : Giulia
- Vincenzo Vitagliano : Pippo d'Anto
- Giselda Volodi : l'employée de l'hôtel
- Giovanni Morosso : Dino Giuffrè
- Angela Goodwin : Isabella
- Raffaele Pisu : Carlo
- Vittorio Di Prima : Nitto Lo Riccio